# Albert Posiadała
Albert Posiadała (ur. 25 lutego 2003 w Siedlcach) – polski piłkarz grający na pozycji bramkarza w tureckim klubie Samsunspor do którego jest wypożyczony z Molde FK.